# Рані Мукерджі
Рані Мукерджі (англ. Rani Mukerji, 21 березня 1978, Калькутта) — індійська акторка. Володарка найбільшої кількості нагород Filmfare Awards у жіночих ігрових категоріях.

## Сім'я
Рані походить з великої бенгальської родини, багато членів якої присвятили себе кіно. Її батько Рам Мукерджі — колишній режисер, а її мати Крішна раніше була закадровою співачкою. Її брат Радж Мукерджі — продюсер. Її тітка по матері Дебашрі Рой була популярною бенгальською акторкою, а її кузина Каджол — популярна Боллівудська акторка.
21 квітня 2014 Рані одружилася з режисером Адітьєю Чопра, який також походить з родини кінематографістів.

## Кар'єра
Першим фільмом Рані був «Весільний кортеж», який не здобув великого успіху. Однак фільми «Нескорені долі» та «Все у житті буває» стали хітами. Після такого успіху на Рані градом посипалися пропозиції. Вона кинулася за кількістю та з'явилася у безлічі фільмів, які не досягли успіху у прокаті. Хоча «Вбивця мимоволі» посів шосте місце у списку найкасовіших фільмів 2000 (цього року вона зробила максимальну кількість фільмів, ніж в інші роки її кар'єри), хоча більшість фільмів, були не достатньо вдалими.
2002 року вона повернула колишній статус фільмом «Анатомія кохання», який заслужив хороші збори та позитивну критичну оцінку. 2003 року був достатньо успішний фільм «Дорогами кохання» з Шахрухом Ханом.
2004 рік став поворотним пунктом у кар'єрі Рані. Її гра у «На перехресті доль» та касовому «Ти і я» принесли їй одразу дві Filmfare: за найкращу жіночу роль другого плану та за найкращу жіночу роль.
Роль пакистанського адвоката у «Вір та Зара» також принесла їй безліч нагород. Саме тоді вона стала найбільш затребуваною акторкою для Yash Raj Films — найбільшої боллівудської кінокомпанії.
2005 року Рані і раніше переслідував успіх. Її фільми «Банті та Баблі» і «Повстання» були найкасовішими того року. Рані отримувала хорошу оцінку своєї гри, незалежно від фільму, але похвали критиків злетіли до небес після фільму «Остання надія». Цей фільм приніс Рані всі головні премії 2005 року. Ці успіхи зробили Рані однією з найяскравіших зірок Боллівуду.
2006 року вона знялася у «Ніколи не говори "Прощавай"» Карана Джохара, що став одним з найочікуваніших релізів року і в фільмі «Тато» режисера Б. Р. Чопри. Однак історія вдови, показана у «Тато», не сподобалася глядачам, і фільм провалився. Акторка також брала участь у ряді міжнародних турне. «Temptations» 2004 року був її найуспішнішим концертом, на якому вона виступала разом з Шахрухом Ханом, Саїфом Алі Кханом, Притою Зінта, Арджуном Рампаль та Пріянка Чопра.
Рані Мукерджи тричі очолювала список «Десять найкращих боллівудських акторок» з 2005 по 2007 рік. У лютому 2006 року журнал Filmfare поставив її на восьме місце у списку «Десять великих імен Боллівуду». У 2007 вона піднялася на п'яте.
29 січня 2012 року Рані отримала статуетку «Чорної леді» як найкраща акторка другого плану за фільм «Ніхто не вбивав Джесіку» та стала першою акторкою в історії Filmfare Awards, яка має у своїй скарбничці 7 статуеток.

## Акторські роботи
| Рік  |    | Українська назва                 | Оригінальна назва         | Роль                        |
| ---- | -- | -------------------------------- | ------------------------- | --------------------------- |
| 1997 | ф  | Весільний кортеж                 | Raja Ki Aayegi Baraat     | Мала                        |
| 1998 | ф  | Непокора долю                    | Ghulam                    | Аліша                       |
| 1998 | ф  | Все в житті буває                | Kuch Kuch Hota Hai        | Тіна Мальхотра              |
| 1998 | ф  | Шипи любові                      | Mehndi                    | Пуджа                       |
| 1999 | ф  | Бунтівна душа                    | Mann                      |                             |
| 1999 | ф  | Привіт від брата-невидимки       | Hello Brother             | Рані                        |
| 2000 | тф |                                  | Bollywood im Alpenrausch  |                             |
| 2000 | ф  | Вбивця мимоволі                  | Badal                     | Рані                        |
| 2000 | ф  | Подих часу                       | Hey Ram                   |                             |
| 2000 | ф  | Розлучення по-індійськи          | Hadh Kar Di Aapne         | Анджали Кханна              |
| 2000 | ф  | Професіонал                      | Bichhoo                   |                             |
| 2000 | ф  | Кожне любляче серце              | Har Dil Jo Pyar Karega    | Пуджа                       |
| 2000 | ф  | Як би не закохатися              | Kahin Pyaar Na Ho Jaaye   | Прия Шарма                  |
| 2001 | ф  | Чужий дитина                     | Chori Chori Chupke Chupke | Прия Малхотра               |
| 2001 | ф  | У світі мрій                     | Bas Itna Sa Khwaab Hai    |                             |
| 2001 | ф  | Лідер                            | Nayak: The Real Hero      |                             |
| 2001 | ф  | і в смутку і в радості           | Kabhi Khushi Kabhie Gham  | Нейн                        |
| 2002 | ф  | Ця божевільна любов              | Pyaar Diwana Hota Hai     |                             |
| 2002 | ф  | Будеш зі мною дружити?           | Mujhse Dosti Karoge!      | Пуджа                       |
| 2002 | ф  | Анатомія кохання                 | Saathiya                  |                             |
| 2002 | ф  | Нав'язливий шанувальник          | Chalo Ishq Ladaaye        |                             |
| 2003 | ф  | Дорогами кохання                 | Chalte Chalte             | Прия                        |
| 2003 | ф  | Самозванка                       | Chori Chori               |                             |
| 2003 | ф  | Фатальна зустріч                 | Calcutta Mail             |                             |
| 2003 | ф  | Настане завтра чи ні             | Kal Ho Naa Ho             | спеціально запрошений гість |
| 2003 | ф  | Лінія контролю                   | LOC Kargil                |                             |
| 2004 | ф  | На перехресті доль               | Yuva                      |                             |
| 2004 | ф  | Ти і я                           | Hum Tum                   | Рия                         |
| 2004 | ф  | Вір та Зара                      | Veer-Zaara                | Саммі Сідіки                |
| 2005 | ф  | Остання надія                    | Black                     | Мішель МакНеллі             |
| 2005 | ф  | Банті та Баблі                   | Bunty Aur Babli           | Вімм Салуджа                |
| 2005 | ф  | Загадка                          | Paheli                    | Лаччі                       |
| 2005 | ф  | Повстання                        | Mangal Pandey: The Rising |                             |
| 2006 | ф  | Ніколи не кажи «прощай»          | Kabhi Alvida Naa Kehna    | Майя Талвар                 |
| 2006 | ф  | Папа                             | Baabul                    | Малавіка " Мілі " Талвар    |
| 2007 | ф  | Коли одного життя мало           | Om Shanti Om              | камео                       |
| 2007 | ф  | Кохана                           | Saawariya                 | Гулабжі                     |
| 2007 | ф  | Падший Ангел/Вкрадена невинність | Laaga Chunari Mein Daag   | Вібхаварі Сахай             |
| 2007 | ф  | Та ра рум рум                    | Ta Ra Rum Pum             | Радхика                     |
| 2008 | ф  | Цю пару створив Бог              | Rab Ne Bana Di Jodi       | камео                       |
| 2008 | ф  | Трохи любові, трохи магії        | Thoda Pyaar Thoda Magic   | Гіта                        |
| 2009 | ф  | Серце каже: «Вперед»             | Dil Bole Hadippa!         | Вира Кор (Вір)              |
| 2009 | ф  | Неймовірна любов                 | Kambakkht Ishq            | Сімріта Рай                 |
| 2011 | ф  | ...                              | Koochie Koochie Hota Hai  | озвучка, Тіна               |
| 2011 | ф  | Ніхто не вбивав Джесіку          | No One Killed Jessica     | Миру Гайта                  |
| 2012 | ф  | Пошук                            | Talaash                   | Рошні Шекхават              |
| 2012 | ф  | О Боже                           | Aiyyaa                    | Мінакші Дешпанде            |
| 2013 | ф  | Кіно Бомбея                      | Bombay Talkies            | Гаятри                      |
| 2013 | ф  | Ченнайський експрес              | Chennai Express           |                             |